# László Polgár (Sänger)

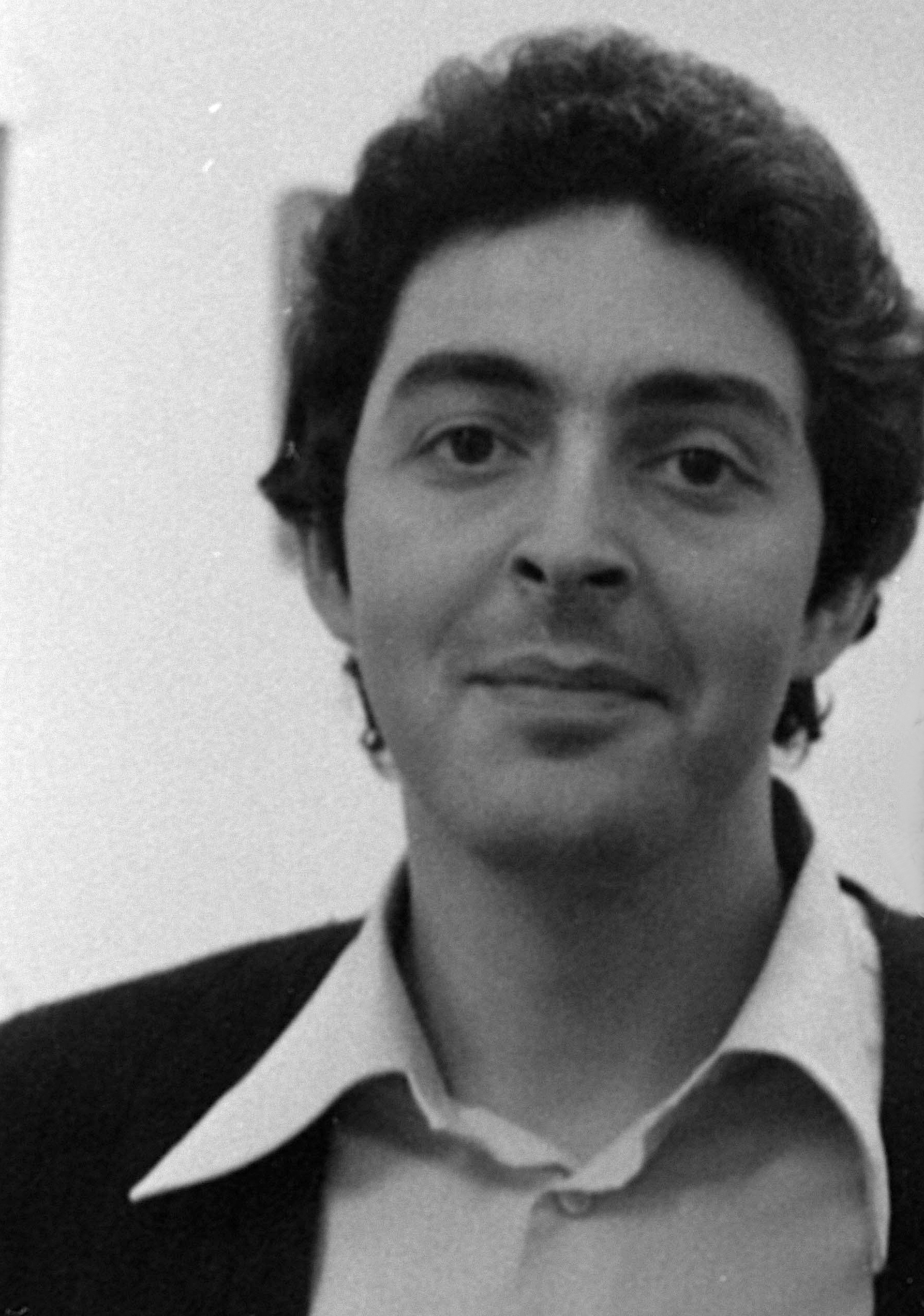
László Polgár (1977)

László Polgár (* 1. Januar 1947 in Somogyszentpál, Südwestungarn; † 19. September 2010 in Zürich) war ein ungarischer Opernsänger im Stimmfach Bass.

## Leben
Polgár studierte von 1967 bis 1972 Gesang an der Franz-Liszt-Musikakademie in Budapest; weiteren Gesangsunterricht erhielt er bei Hans Hotter und bei Jewgenij Nesterenko. Er begann seine Opernkarriere 1972 an der Ungarischen Staatsoper in Budapest als Graf Ceprano in Verdis Oper Rigoletto. Er sang anfänglich meist kleinere Partien und Comprimario-Rollen. Ab Mitte der 1970er Jahre erhielt er größere Rollen. 1978 wirkte er an der Staatsoper Budapest in der Uraufführung der Oper Draußen vor der Tür von Sándor Balassa mit. 1982 sang er dort den Leporello in Don Giovanni,  1983 den Gurnemanz in Parsifal und 1990 den Pater Guardian in Die Macht des Schicksals.
1978 gastierte er erstmals im Ausland. An der Hamburgischen Staatsoper sang er den Osmin in Mozarts Singspiel Die Entführung aus dem Serail. 1981 gastierte er an der Royal Opera House in London als Conte Rodolfo in La sonnambula. Es folgten weitere Auslandsengagements am Théâtre Royal de la Monnaie in Brüssel (1982), 1982 am Opernhaus von Philadelphia, 1983 an der Berliner Staatsoper und 1986 an der Pariser Oper.
Ab 1985 sang er regelmäßig bei den Salzburger Festspielen. Er trat 1985/1986 als Sarastro in Die Zauberflöte, 1987 als Publio in La clemenza di Tito, 1996 als Priester in Moses und Aron, 1999 als Wagner in Doktor Faust, 2001 in der Titelrolle von Herzog Blaubarts Burg und 2003 in Die Bakchantinnen von Egon Wellesz auf. Von 1986 bis 1991 hatte er einen festen Gastvertrag mit der Wiener Staatsoper. Dort trat er unter anderem als Sarastro, Leporello, Publio, Pater Guardian, Colline in La Bohème, Timur in Turandot und als Eremit in Der Freischütz auf. 1989 sang er bei den Savonlinna-Opernfestspielen ebenfalls den Sarastro.
Von 1991 bis 2009 war Polgár festes Ensemblemitglied am Opernhaus Zürich, wo er auch nach seiner offiziellen Pensionierung weiterhin als Gastsänger tätig war. Schwerpunkte seines Repertoires waren dort die Bass-Rollen in den Opern von Wolfgang Amadeus Mozart und die italienischen Belcanto-Opern. In Zürich sang er unter anderem Sarastro, Phanuél in Hérodiade von Jules Massenet, Oroveso in Norma, die Titelrolle in Herzog Blaubarts Burg, Sir Giorgio in I puritani, Enrico in Anna Bolena, Sparafucile in Rigoletto, Rocco in Fidelio, Leporello in Don Giovanni und zuletzt 2010 Conte Walter in Luisa Miller.
Parallel dazu gastierte er an der Bayerischen Staatsoper in München als Leporello, Timur und Sparafucile, 1991 an der Oper Nizza als Leporello, am Teatro Bellini (1991 als Conte Rodolfo), am Théâtre Royal de la Monnaie (1992 als Basilio in Der Barbier von Sevilla), an der Mailänder Scala (1995 in Herzog Blaubarts Burg, 2001 als Conte Walter), an der Oper von Lausanne (1997 als Rocco in Fidelio), am Théâtre des Champs-Élysées (1997 ebenfalls als Rocco), am Teatro Colón (1998 als Osmin), an der Deutschen Oper Berlin (2000 als Gurnemanz) und beim Edinburgh Festival (2001).
Neben seinen Opernauftritten trat Polgár auch oft als Konzertsänger auf, insbesondere in Oratorien, Messen und geistlichen Kantaten. Er gab Konzerte in Ungarn, Italien, Frankreich und Kanada. 1984 und 1987 sang er in der New Yorker Carnegie Hall das Bass-Solo in Joseph Haydns Oratorium Die Schöpfung. Zu seinem Konzertrepertoire gehörten auch die Missa solemnis und das Verdi-Requiem.
Seit 1978 war Polgár Professor an der Musikhochschule Budapest und unterrichtete er am Zürcher Opernstudio. 1990 wurde er mit dem Kossuth-Preis ausgezeichnet. 1998 erhielt er einen Grammy Award für seine Aufnahme von Herzog Blaubarts Burg mit Jessye Norman, dem Dirigenten Pierre Boulez und dem Chicago Symphony Orchestra. Polgár lebte im Zollikerberg in der Gemeinde Zollikon.